# The Hellstrom Chronicle
The Hellstrom Chronicle é um filme-documentário estadunidense de 1971 dirigido e escrito por Ed Spiegel, David Seltzer e Walon Green. Venceu o Oscar de melhor documentário de longa-metragem na edição de 1972.

## Elenco
- Lawrence Pressman